# Nieuw-Dijk
Nieuw-Dijk ist ein Dorf in der Gemeinde Montferland in der niederländischen Provinz Gelderland. Bis 2005 gehörte Nieuw-Dijk zur Gemeinde Didam. Die Ortschaft hat 1.640 Einwohner.

## Geschichte

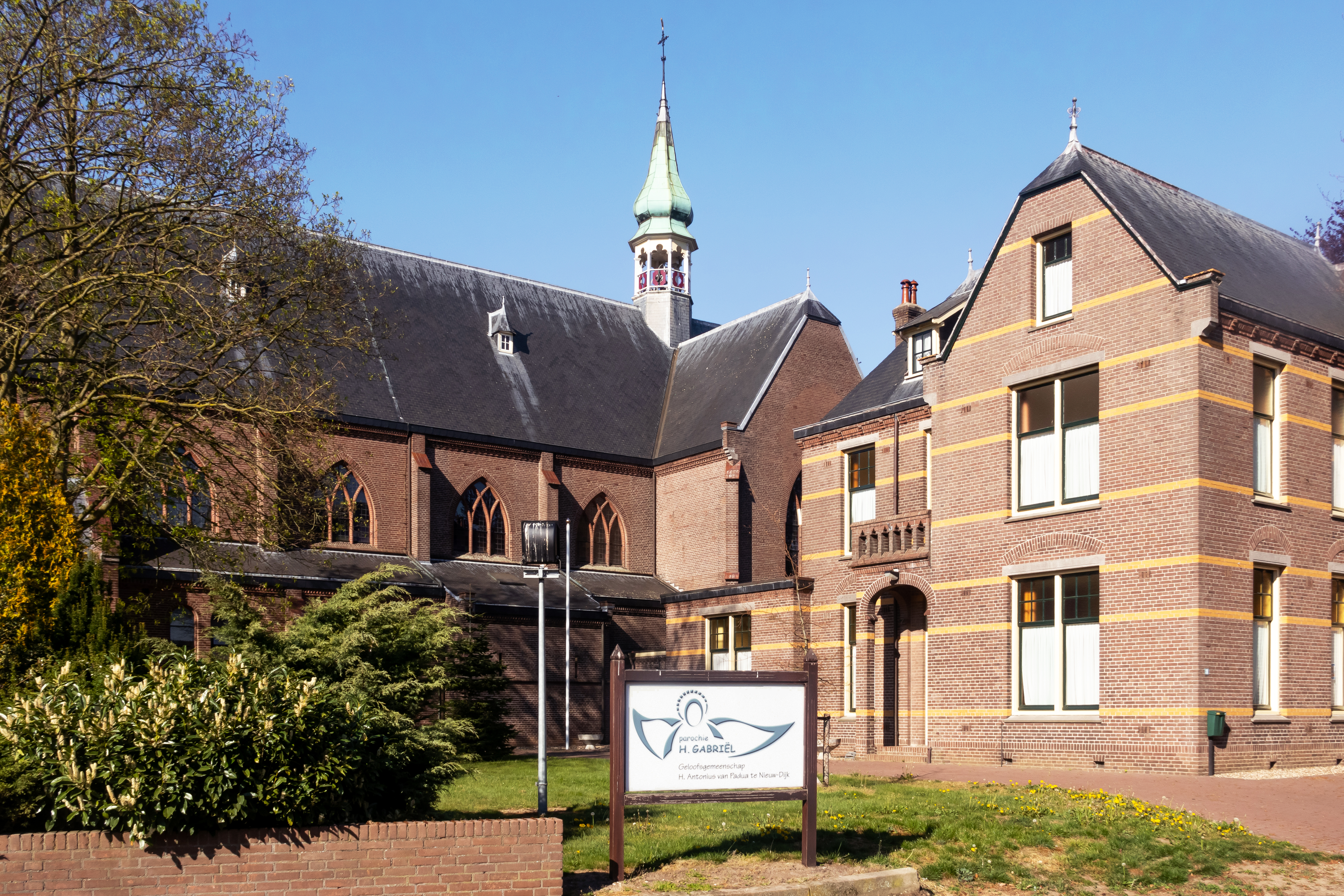
Kirche: die Sint Antonius van Paduakerk

Die Gegend von Nieuw-Dijk war bereits in der Jungsteinzeit besiedelt, was seit Ende des 19. Jahrhunderts gefundene Faustkeile, Werkzeuge und andere Funde belegen, die auf die Zeit um 2500 bis 2000 vor Christus datiert werden. Anfang des 18. Jahrhunderts gab es auf der Fläche des heutigen Dorfes neben einigen wenigen Bauernhöfen kaum etwas anderes als Eichen- und Buchenwald. Ab etwa 1720 begann die Abholzung für die Besiedlung. Um 1835 hatte sich die Anzahl der Haushalte auf etwa 95 erhöht; bis 1910 verdoppelte sich diese Zahl und 1947 waren es 255 Häuser.
Die römisch-katholische Dorfkirche ist Antonius von Padua geweiht. Ihr Grundstein wurde am 27. September 1910 gelegt; am 28. Mai 1911 wurde sie eingesegnet. 1916 wurde die Grundschule eröffnet; seit Mitte der 1920er trägt auch sie den Namen des Heiligen, Antoniusschool. 1921 wurde der Schützenverein Schutterij St. Antonius,  1936 der Fußballverein VV Sprinkhanen („Heuschrecken“) gegründet,  Heimatverein des späteren niederländischen Fußball-Nationalspielers Ernie Brandts.